# Lobatus
Pour les articles homonymes, voir Lobatus, lobata, lobatum.
Genre
Synonymes
- Aliger Thiele, 1929
- Eustrombus Wenz, 1940
- Macrostrombus Petuch, 1994
- Titanostrombus Petuch, 1994

Lobatus est un genre de mollusques gastéropodes, de la famille des Strombidae.

## Liste des espèces
Selon World Register of Marine Species (24 septembre 2017) :
- Lobatus costatus (Gmelin, 1791)
- Lobatus galeatus (Swainson, 1823)
- Lobatus gallus (Linnaeus, 1758)
- Lobatus gigas (Linnaeus, 1758)
- Lobatus goliath (Schröter, 1805)

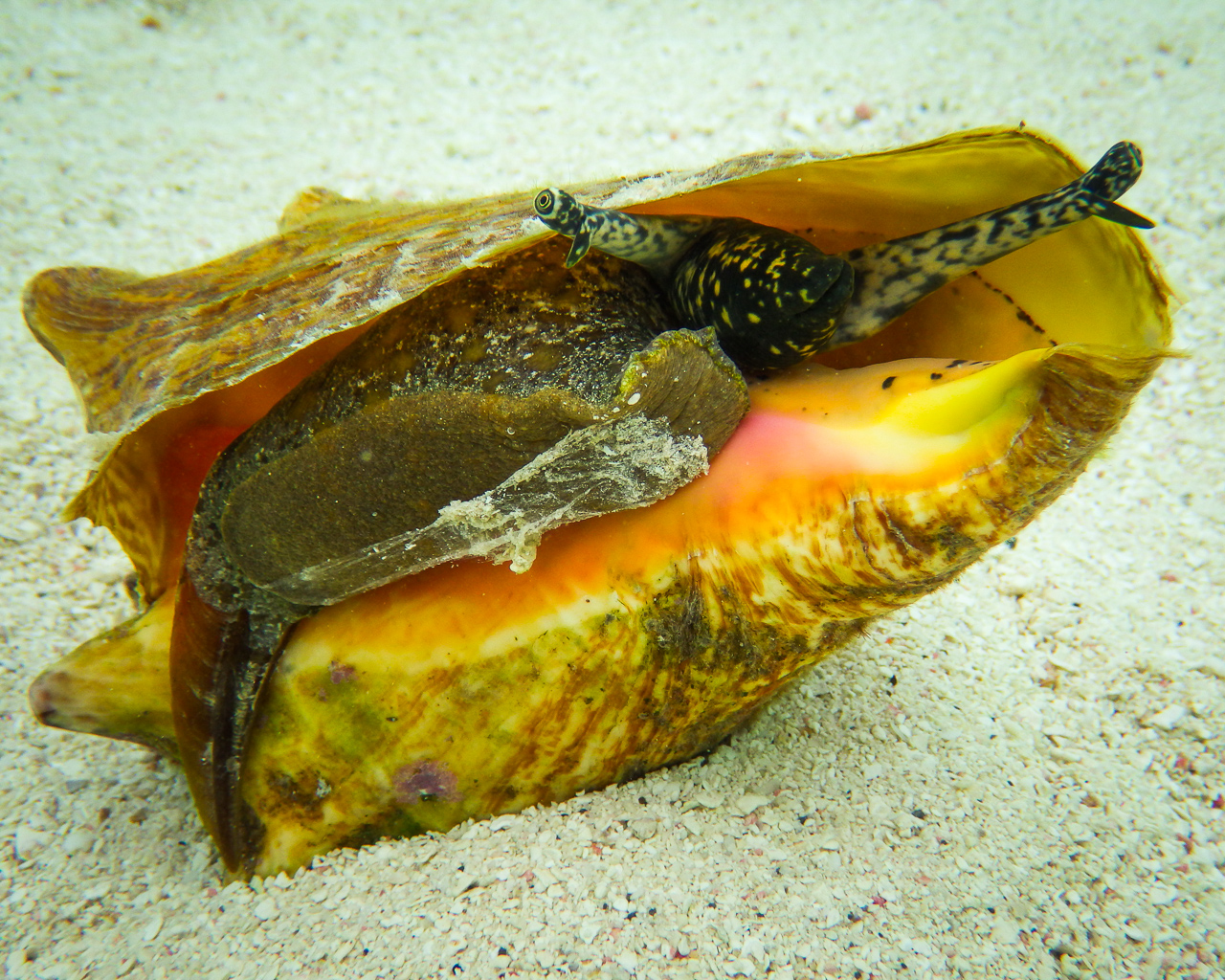
Lobatus gigas vivant.

- Lobatus peruvianus (Swainson, 1823)
- Lobatus raninus (Gmelin, 1791)

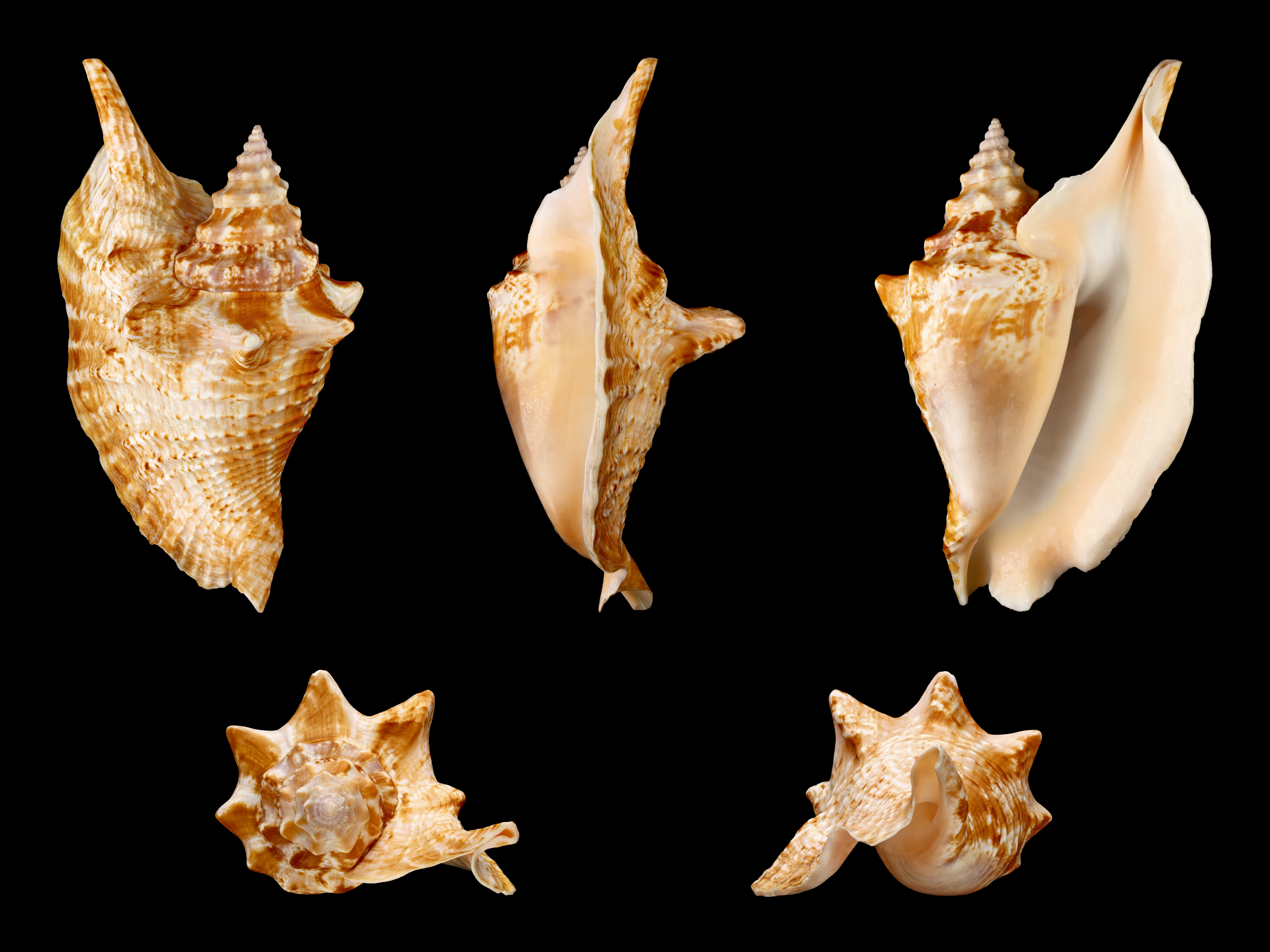
Lobatus gallus.
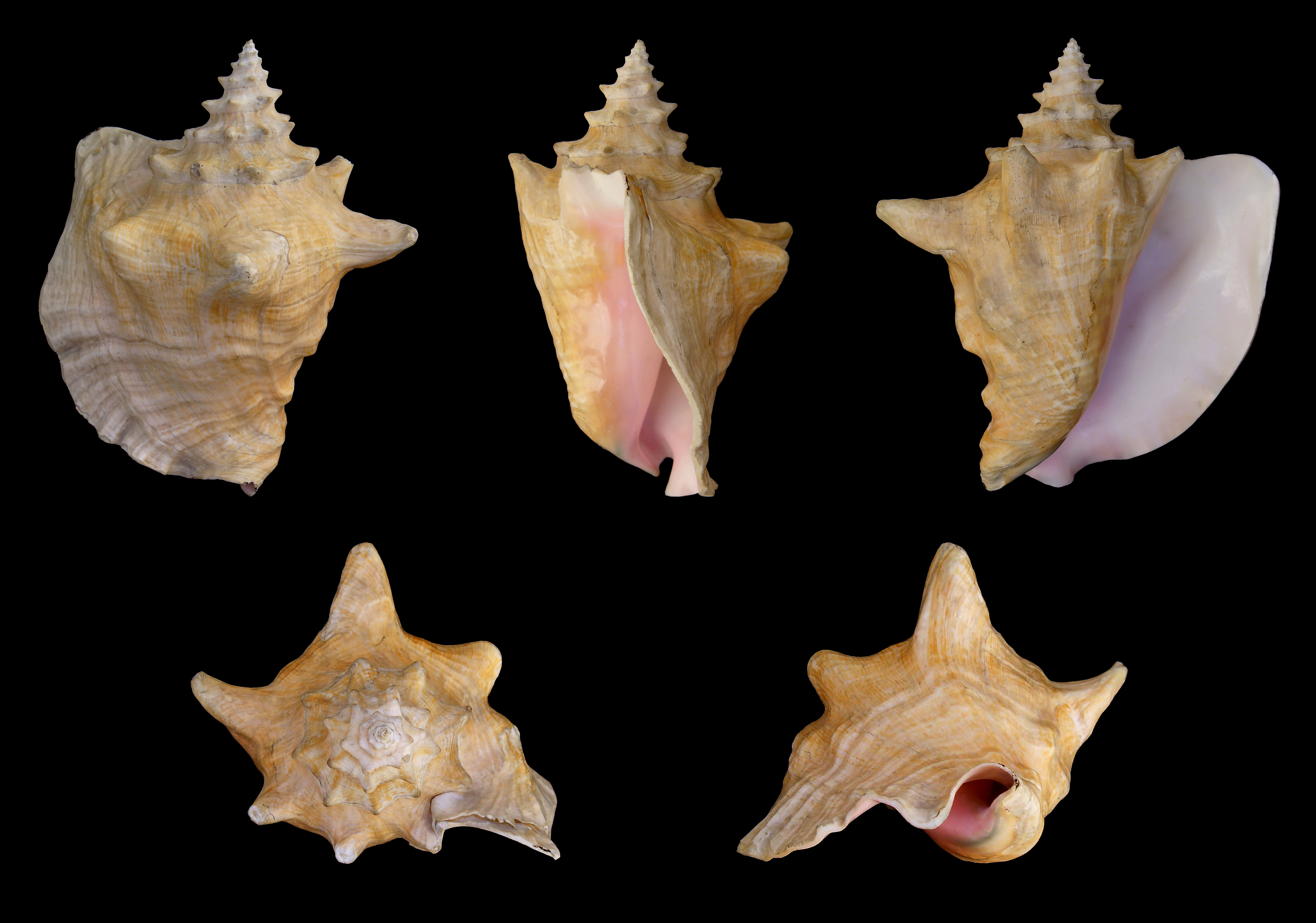
Lobatus gigas.
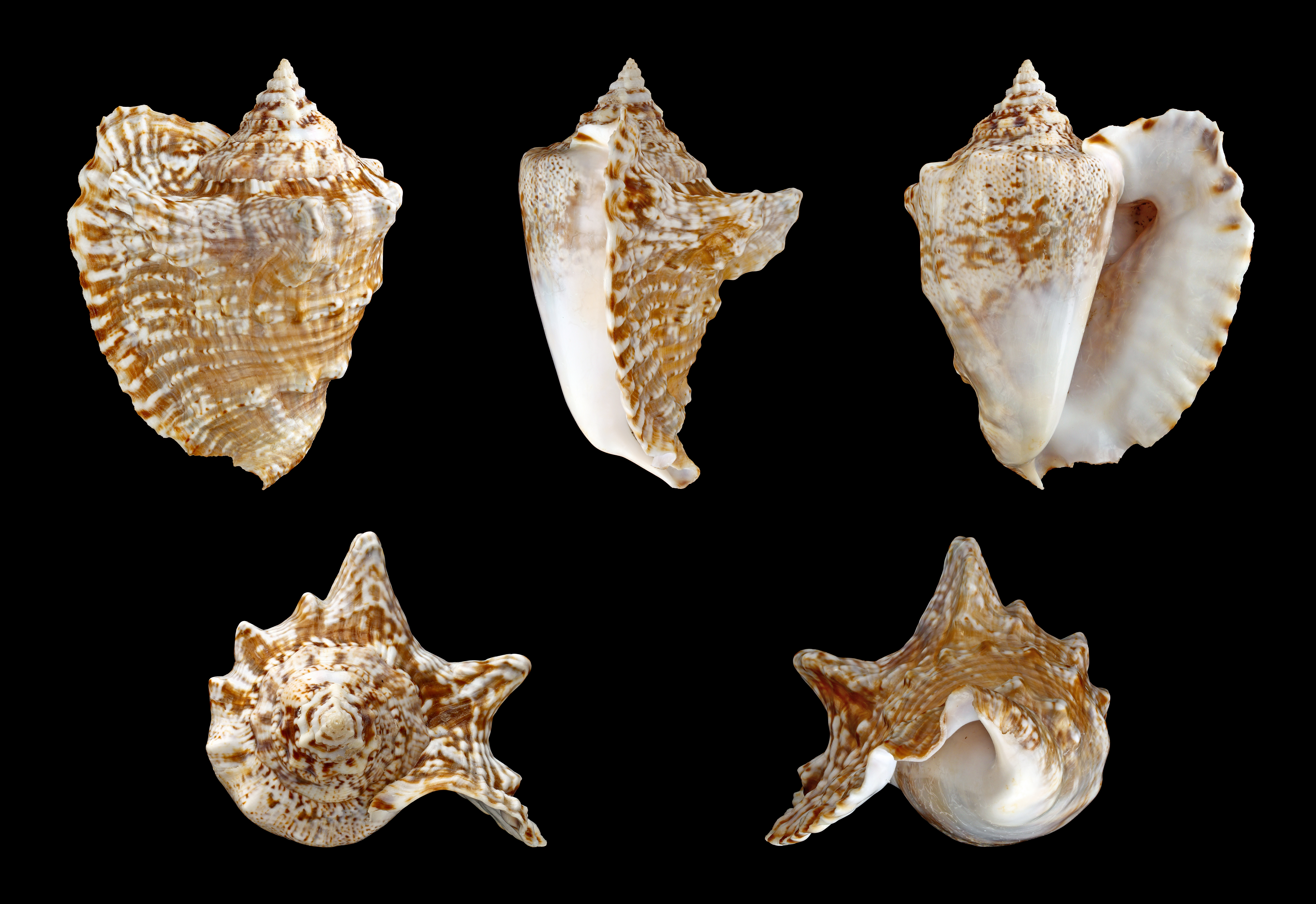
Lobatus raninus.

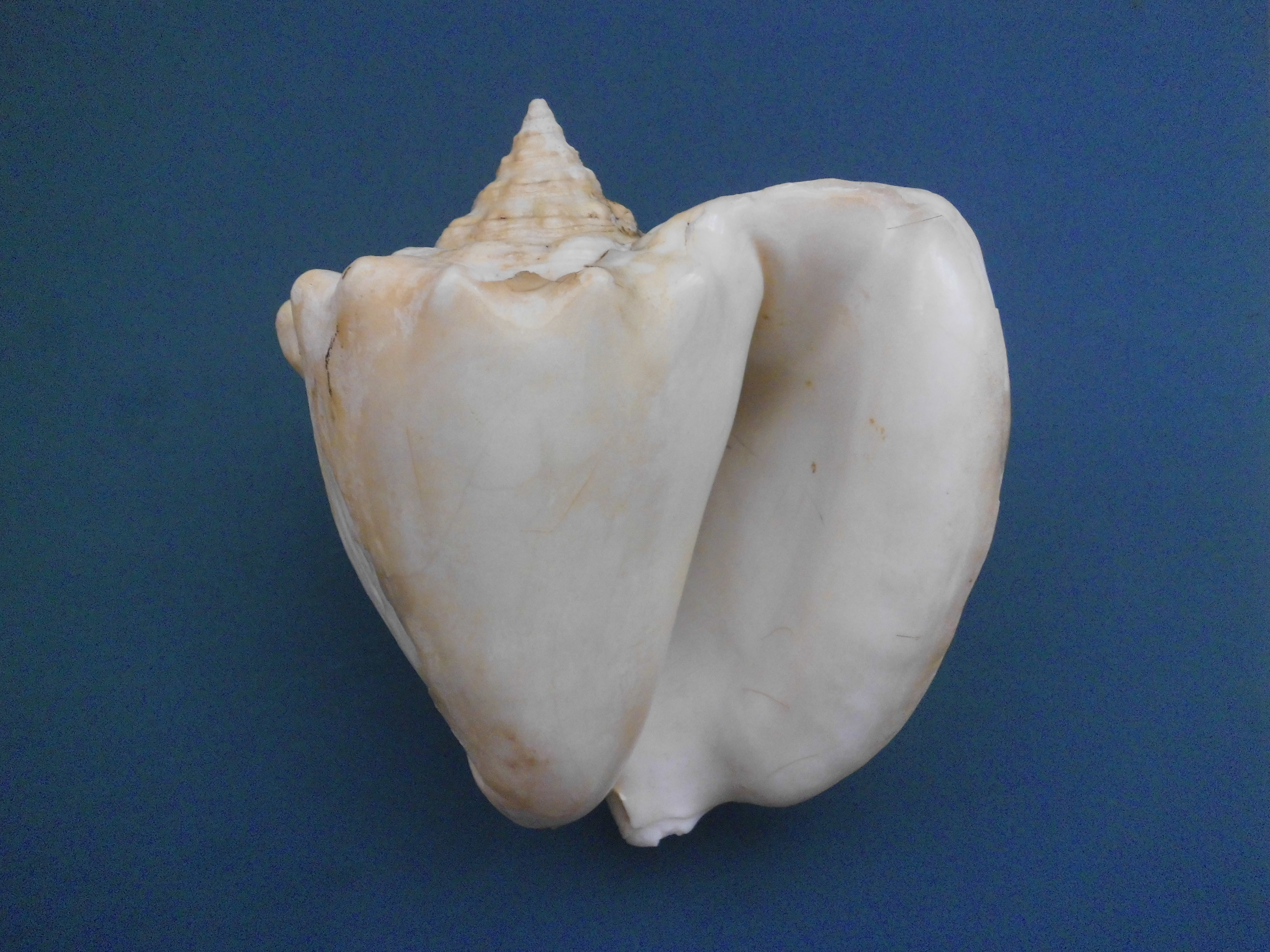
Lobatus costatus.
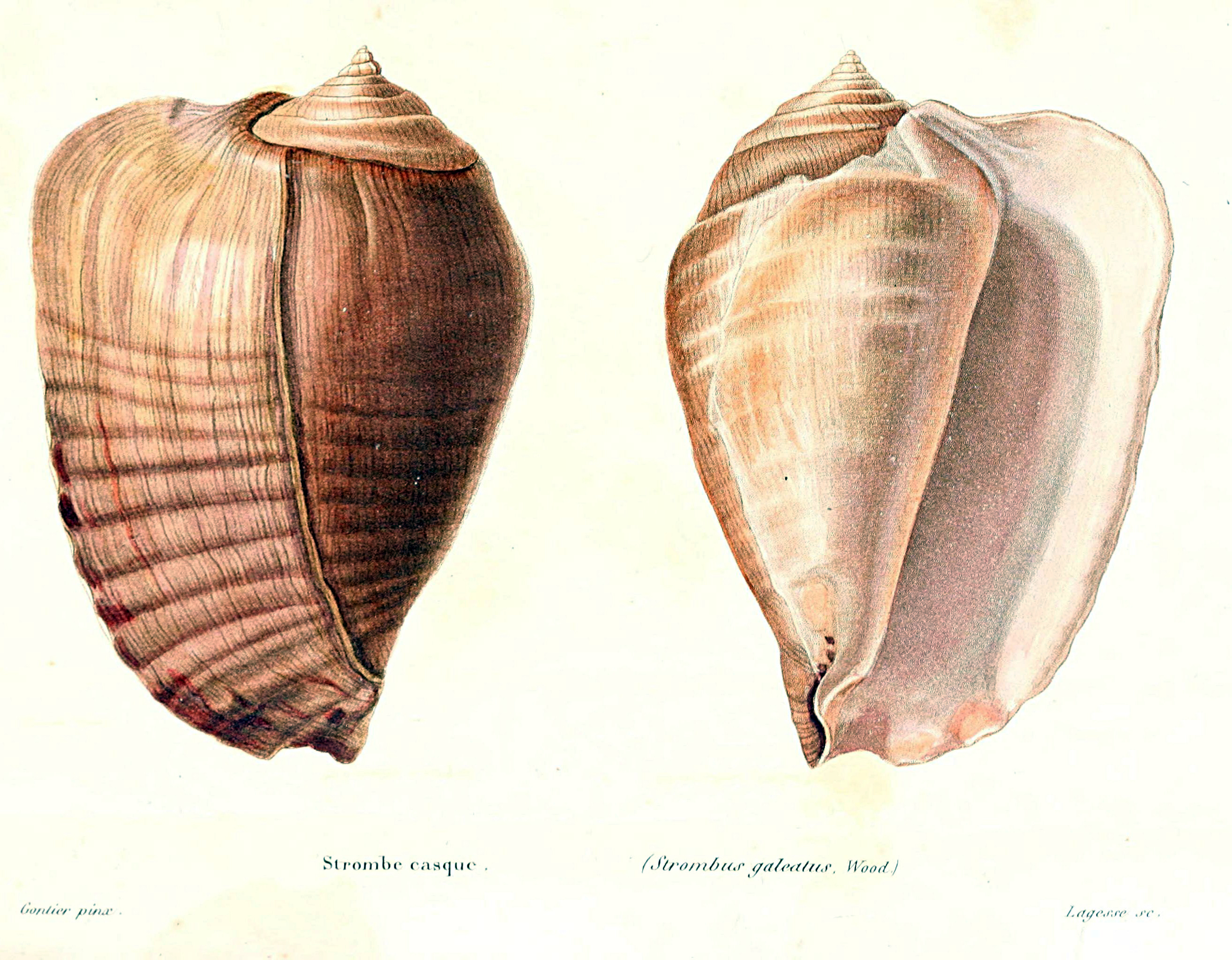
Lobatus galeatus.
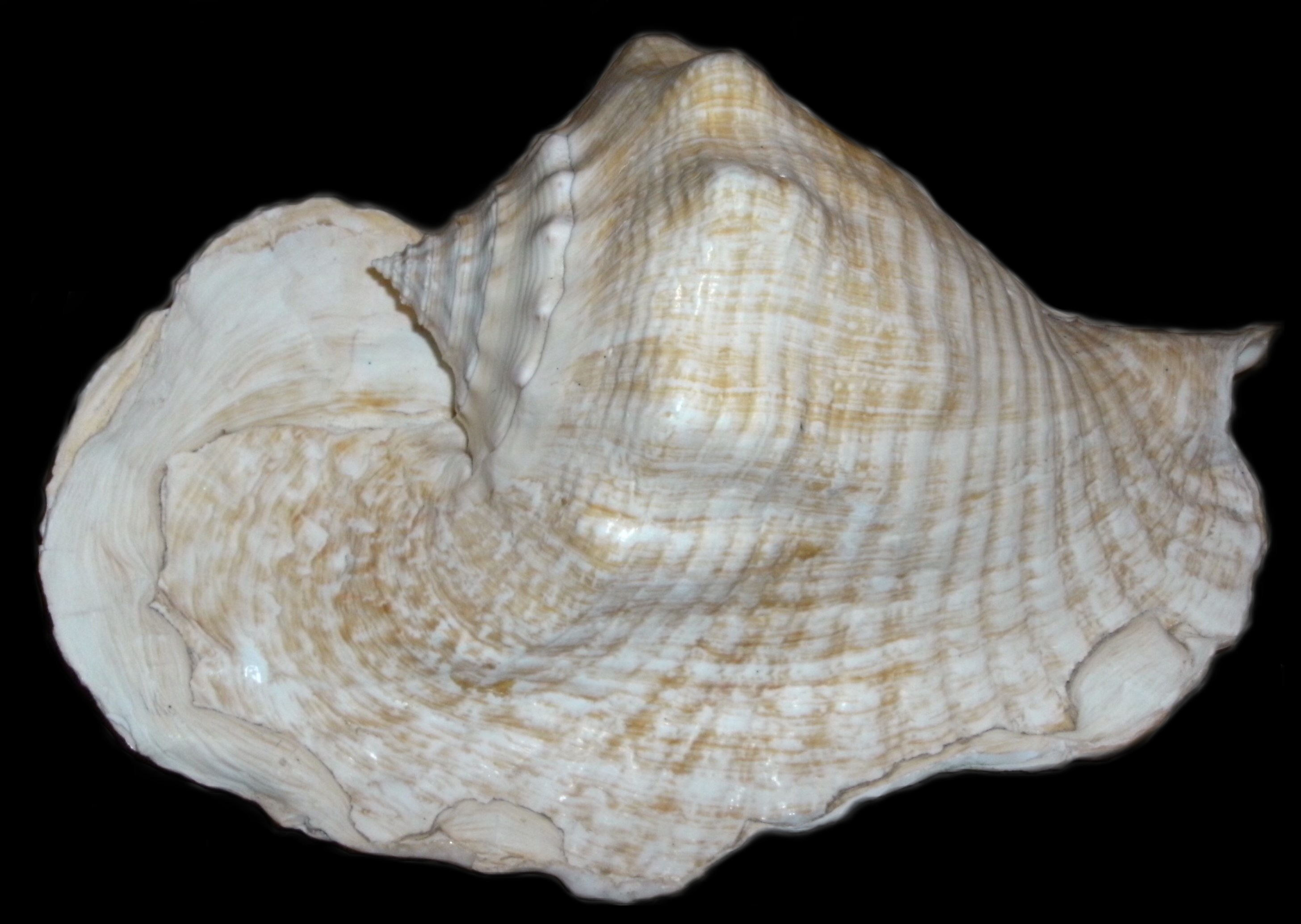
Lobatus goliath.
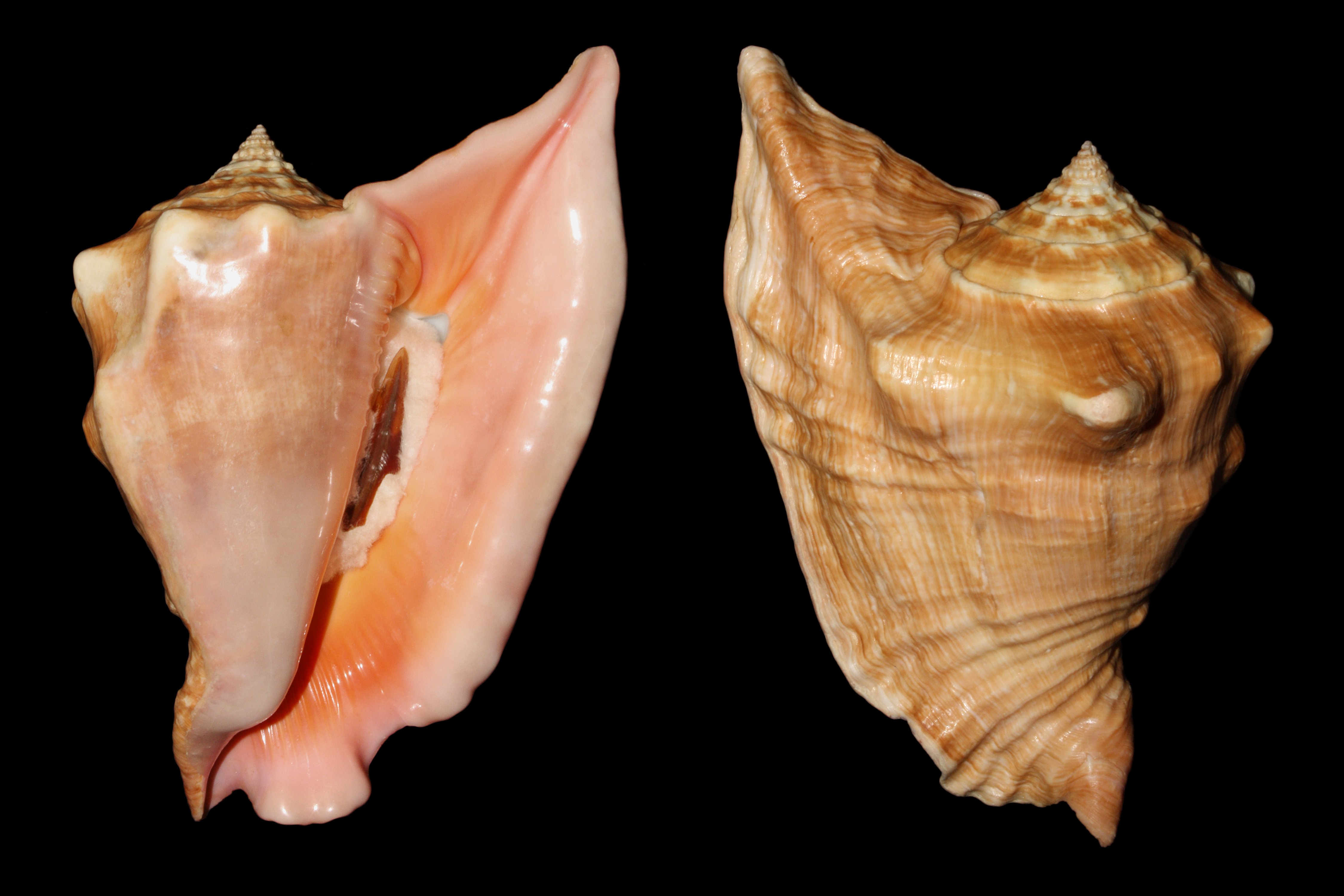
Lobatus peruvianus.